# アレホ・サルコ
アレホ・ウリエル・サルコ（Alejo Uriel Sarco, 2006年1月6日 - ）は、アルゼンチン・ブエノスアイレス州アルベルティ出身のサッカー選手。ブンデスリーガ・バイエル・レバークーゼン所属。ポジションはFW。

## クラブ経歴
2019年にCAベレス・サルスフィエルドのユースチームに入団。2022年3月にプロ契約を結び、チームIIに昇格。2年間チームIIでプレーした後、2024年3月にトップチームに昇格。同月30日のCAタジェレス戦で、後半29分に起用され、プロデビュー。5月5日のエストゥディアンテス・デ・ラ・プラタ戦では、後半18分にプロ初ゴールを決めた。
2025年1月2日、バイエル・レバークーゼンと2029年6月までの4年半契約を結んだ。

## 代表経歴
2023年にエクアドルで開催された2023年南米U-17選手権に、U-17のアルゼンチン代表で出場した。